# Wołodymyr Szaran
Wołodymyr Bohdanowycz Szaran, ukr. Володимир Богданович Шаран, ros. Владимир Богданович Шаран, Władimir Bogdanowicz Szaran (ur. 18 września 1971 we wsi Marjampol, w obwodzie iwanofrankowskim, Ukraińska SRR) – ukraiński piłkarz, grający na pozycji pomocnika (wcześniej napastnika), reprezentant Ukrainy, trener piłkarski.

## Kariera piłkarska

### Kariera klubowa
Wychowanek Internatu Sportowego we Lwowie. 18 września 1989 w dzień swoich osiemnastych urodzin rozpoczął karierę piłkarską w lwowskich Karpatach w spotkaniu ligowym przeciwko drużyny Sport Tallin. W 1991 był zaproszony do Dynama Kijów, z którym odnosił największe sukcesy. Od 1994 bronił barw Dnipra Dniepropietrowsk. W 1999 powrócił do Karpat Lwów. Ogółem w Karpatach strzelił 16 goli, wychodząc na boisko 98 razy. W 2001 przeszedł do Polihraftechniki Oleksandria, w której w 2003 zakończył karierę piłkarską w wieku 32 lat.

### Kariera reprezentacyjna
W 1990 w składzie juniorskiej radzieckiej reprezentacji został mistrzem Europy U-18 na Węgrzech, a w 1991 w składzie radzieckiej reprezentacji U-20 został brązowym medalistą Młodzieżowych Mistrzostw Świata w Portugalii.
11 listopada 1995 zadebiutował w reprezentacji Ukrainy w spotkaniu eliminacyjnym Euro-96 z Włochami przegranym 1:3. Został zmieniony w 50 minucie. To był jego jedyny mecz reprezentacyjny.

## Kariera trenerska
Po zakończeniu kariery zawodniczej rozpoczął pracę trenerską. Od 2002 pracował w sztabie szkoleniowym Krywbasa Krzywy Róg, prowadząc drugą i rezerwową drużynę. Od kwietnia do czerwca 2005 roku trenował Zirkę Kirowohrad. W 2006 został zaproszony do Zakarpattia Użhorod. Najpierw pomagał trenować, a w latach 2007-2008 prowadził główną drużynę. W 2008 otrzymał trenerską licencję PRO. Od lutego 2010 pracował na stanowisku głównego trenera FK Ołeksandrija. 22 grudnia 2011 został zwolniony z zajmowanego stanowiska, a miesiąc później 21 stycznia 2012 podpisał 3-letni kontrakt z Karpatami Lwów. Po nieudanym starcie Karpat w rundzie wiosennej 25 marca 2012 został zwolniony z zajmowanego stanowiska. 11 czerwca 2013 ponownie objął stanowisko głównego trenera PFK Oleksandria.

## Sukcesy i odznaczenia

### Sukcesy klubowe
- mistrz Ukrainy: 1993, 1994, 1995
- brązowy medalista Mistrzostw Ukrainy: 1995, 1998
- zdobywca Pucharu Ukrainy: 1993

### Sukcesy reprezentacyjne
- mistrz Europy U-18: 1990
- brązowy medalista Mistrzostw świata U-19: 1991

### Odznaczenia
- tytuł Mistrz Sportu ZSRR: 1991.